# Seznam pomořanských vévodů

Erb Západního Pomořanska

Znak Východního Pomořanska.

Tento seznam zahrnuje panovníky, kteří vládli na území Pomořanska v širším smyslu, včetně bývalého Pomořanského vévodství, pozdější provincie Pomořansko v rámci Pruska, ale také Východního Pomořanska (Pomoří) jako součásti polského Piastovského království a Rujánského knížectví.

## Historiografie
Totožnost prvních vládců Pomořanů, západoslovanského kmene Wendů, který se od počátku 7. století postupně usadil na pobřeží Baltského moře, je do značné míry neznámá. Ve druhé polovině 10. století se Pomořansko stalo jednou z částí prvního polského státu (Civitas Schinesghe) pod vládou Piastovců, tehdejší polská svrchovanost však nebyla stabilní. Kolem roku 1046 je v análech bavorského opatství Niederaltaich zmíněn jistý kníže Zemomysl Pomořanský (též Siemomysl či Zemuzil). Středověký kronikář Gallus Anonymus ve svém spise z roku 1113 zmiňuje několik pomořských knížat.
V této době se pohanské národy dostávaly pod tlak svých křesťanských sousedů - Dánska, Svaté říše římské a polského státu. Po několika vojenských taženích v letech 1116 až 1121 území Pomořanů dobyl polský vévoda Boleslav III. Křivoústý.
Brzy poté se západní část ovládaná rodem pomořanských Grifitů (Gryfitů/Greifenů) opět oddělila od polské suzerenity. Se sídlem v Demminu a ve Štětíně vedli útoky proti kmenům Luticů na západě a postupně tyto oblasti dobyli. Během germánské kolonizace, se v roce 1164 vévodové stali vazaly saského vévody Jindřicha Lva. V roce 1181 obdrželi Pomořanské vévodství jako bezprostřední léno z rukou císaře Bedřicha Barbarossy. Panství Slavno a Słupsk v Zadním Pomořansku ovládala až do rodku 1227 vedlejší větev Greifenů, potomků vévody Ratibora I.
Pomořanští vévodové byli v neustálém ohrožení ze strany braniborských markrabat. I přesto se jim podařilo získat Rujánské knížectví, Slavno a Słupsk a také Bytów a Lębork dále na východě. Jejich vévodství bylo několikrát rozděleno, zejména mezi rodové linie sídlící ve Štětíně a Volehošti. Rod Greifenů vymřel v roce 1637 smrtí svého posledního zástupce, vévody Bohuslava XIV. Po třicetileté válce byla jeho panství rozdělena mezi Švédskou říši a Braniborsko-Prusko.
Na rozdíl od druhého z nich zůstalo Východní Pomořansko, ležící u ústí Visly, pod polskou nadvládou. Vládci sídlící v Gdaňsku, potomci vévody Subislava I, vykonávali funkce místodržitelů. V roce 1210 však museli složit všeobecnou přísahu věrnosti dánskému králi Valdemarovi II. Po bitvě u Bornhövedu a atentátu na polského vládce Leška Bílého v roce 1227 se stali nezávislými. Linie vyhasla smrtí vévody Mstivoja II. v roce 1294. V roce 1309 přešla většina jeho panství na základě smlouvy ze Soldina do vlastnictví Řádu německých rytířů a byla vrácena jako „… Královské Prusko » Polsku Trnskou smlouvou v roce 1466.

## Vévodství (východní) Pomořansko
- kolem roku 995 dobyto polským knížetem Měškem I.
- od 11. století zde panovali vládci z místní dynastie

- kolem roku 1046 Zemomysl Pomořanský (Zemuzil)
- 1106 Svatobor Pomořanský
- 1109, 1113 – 1121 Svatopluk Pomořanský
- 1155 - 1178 Subislav I. Pomořanský
- 1178 - 1207 Sambor I. Pomořanský
- 1207 - 1220 Mstivoj I. Pomořanský (také nazývaný Mestwin, Mściwoj nebo Mszczuj)
- 1220 - 1271 rozdělení na vévodství:
  - Gdaňsk
  - Białogarda
  - Lubiszewo
  - Světice (viz níže)
- 1260 - 1266 Svatopluk II. Pomořanský (Svatopluk II. Veliký)
- 1271 - 1294 Mstivoj II. Pomořanský (polsky také Mściwoj II. nebo Mszczuj II.)
- 1294 - 1296 Přemysl II. (vévoda a polský král)
- 1296 - 1299 Vladislav I. Lokýtek (vévoda z Kujavska)
- 1299 - 1305 Václav II. (český a polský král)
- 1305 - 1306 Václav III. (český a polský král)
- 1306 - 1309 Vladislav I. Lokýtek (polské vévoda)
- 1309 - 1454 připojeno ke státu Řádu německých rytířů
- 1454–1466 Třináctiletá válka mezi Polskem a Řádem německých rytířů
- 1466 - 1772 Pomořské vojvodství (vojvodství Polského království)
- 1772 - 1919 Západní Prusko ( Westpreussen, oblast Pruského království)

### Białogardské/Belgardské vévodství
- 1215 / 1229 - 1257 Ratibor
- od roku 1257 ve Východním Pomořansku

### Gdaňské vévodství / Gdaňsk
- do roku 1215 ve Východním Pomořansku
- 1215 - 1266 Svatopluk II. Pomořanský (Svatopluk II. Veliký)
- 1266 - 1271 Vratislav II. Gdaňský
- od roku 1271 ve Východním Pomořansku

### Lubišovské vévodství
- 1178 - 1200 / 1207 Grzymislav
- 1215 / 1228 - 1266 / 1278 Sambor II. Pomořanský
- od roku 1266/1278 ve Východním Pomořansku

### Světské vévodství / Schwetz
- do roku 1178 ve Východním Pomořansku
- 1178 - 1200 / 1207 Grzymislav
- 1215 / 1223 - 1229 / 1230 Vratislav I. ze Świecie
- 1229 - 1255 / 1266 Svatopluk II. Pomořanský
- 1255 / 1266 - 1271 Mstivoj II. Pomořanský
- od roku 1271 ve Východním Pomořansku

## Vévodství Střední Pomořansko nebo vévodství slavno
- ? - 1156 Ratibor I. (od 1147/1148 také vévoda Předního Pomořanska)
- do roku 1190 v Západním Pomořansku
- kolem 1190 - 1223 Bohuslav III. Pomořanský
- kolem 1223 - 1238 Ratibor II. Pomořanský
- 1238 - 1316 ve Východním Pomořansku
- od roku 1316 jako Słupské vévodství, začleněné do Volehošťského vévodství (Západní Pomořansko)

## Vévodství Západní Pomořansko
- 1121 Svatopluk Pomořanský (?)
- 1121-1147/8 Vratislav I. Pomořanský
- 1147/8-1156 Ratibor I
- 1156-1180 Bohuslav I. Pomořanský a Kazimír I. Pomořanský
- 1180-1187 Bohuslav I. Pomořanský (samostatně)
- 1187-1220 Bohuslav II. Pomořanský a Kazimír II. Pomořanský

Po roce 1202 bylo vévodství rozděleno na menší vévodství, která se v určitých obdobích znovu sjednocovala.
- 1264-1278 Barnim I. Dobrý
- 1278-1295 Barnim II. Pomořanský, Ota I. Pomořanský a Bohuslav IV. Pomořanský
- 1478-1523 Bohuslav X. Pomořanský
- 1523-1531 Jiří I. Pomořanský a Barnim IX., spoluknížata Pomořanská
- 1625-1637 Bohuslav XIV. Pomořanský
- Od roku 1637 se většina Západního Pomořanska (se Štětínem) stala švédskou
- V letech 1637-1657 zůstaly německy mluvící okresy Lauenburg a Bütow v Polsku, zbytek připadl Braniborsku. K Braniborsku byly připojeny v roce 1657.
- Od roku 1648 připadla východní část Pomořanska Braniborsku
- V roce 1720 Braniborsko (Prusko) anektovalo švédské Pomořansko (se Štětínem)
- V roce 1815 Švédsko vrátilo svou část Pomořanska Dánsku, které ji postoupilo Prusku.
- 1870-1919 Pomořansko, oblast Pruska, se stalo součástí Německé říše

### Štětínské vévodství
- do roku 1160 v Západním Pomořansku
- 1160-1187 Bohuslav I. Pomořanský
- 1156-1180 Bohuslav I. Pomořanský, Kazimír I. Pomořanský
- 1202-1220 Bohuslav II. Pomořanský
- 1220-1278 Barnim I. Dobrý
- 1278-1295 Barnim II. Pomořanský, Ota I. Pomořanský a Bohuslav IV. Pomořanský
- 1295-1344 Ota I. Pomořanský
- 1344-1368 Barnim III. Veliký
- 1368-1372 Kazimír III. Pomořanský
- 1372-1404 Svatobor I. Pomořanský a Bohuslav VII.
- 1404-1413 Svatobor I. Pomořanský
- 1413-1428 Ota II. Pomořanský a Kazimír V. Pomořanský
- 1428-1435 Kazimír V. Pomořanský
- 1435-1451 Jáchym I. Mladší
- 1451-1464 Ota III. Pomořanský
- 1464-1474 Erik II. Pomořanský
- 1474-1523 Bohuslav X. Pomořanský
- 1523-1531 Jiří I. Pomořanský a Barnim IX. Pomořanský
- 1531-1569 Barnim IX. Pomořanský
- 1569-1600 Jan Bedřich Pomořanský
- 1600-1603 Barnim X. Pomořanský
- 1603-1606 Bohuslav XIII. Pomořanský
- 1606-1618 Filip II. Pomořanský
- 1618-1620 František I. Pomořanský
- 1620-1625 Bohuslav XIV. Pomořanský
- od roku 1625 v Západním Pomořansku

### VévodstvíVolehošť/Wolgast
- do roku 1295 v Západním Pomořansku
- 1295-1309 Bohuslav IV. Pomořanský
- 1309-1326 Vratislav IV. Pomořanský
- 1326-1365 Bohuslav V. Pomořanský, Vratislav V. Pomořanský a Barnim IV. Pomořanský
- 1365-1368 Bohuslav V. Pomořanský a Vratislav V. Pomořanský
- 1368-1376 Bohuslav VI. Pomořanský a Vratislav VI. Pomořanský
- 1376-1393 Bohuslav VI. Pomořanský (samostatně)
- 1393-1394 Vratislav VI. Pomořanský
- 1394-1405 Barnim VI. Pomořanský
- 1405-1451 Vratislav IX. Pomořanský a Barnim VII. Pomořanský
- 1451-1457 Vratislav IX. Pomořanský (samostatně)
- 1457-1474 Erik II. Pomořanský
- 1474-1478 Vratislav X. Pomořanský
- 1478-1523 Bohuslav X. Pomořanský
- 1523-1531 Barnim IX. Pomořanský a Jiří I. Pomořanský
- 1532-1560 Filip I. Pomořanský
- 1567-1569 Bohuslav XIII. Pomořanský, Arnošt Ludvík Pomořanský, Jan Bedřich Pomořanský a Barnim X. Pomořanský
- 1569-1592 Arnošt Ludvík Pomořanský (samostatně)
- 1592-1625 Filip Julius Pomořanský
- od roku 1625 v Západním Pomořansku

### VévodstvíBarth
- do roku 1376 součást Volehošťského vévodství
- 1376-1394 Vratislav VI. Pomořanský
- 1394-1415 Vratislav VIII. Pomořanský
- 1415-1451 Barnim VIII. Pomořanský
- 1451-1457 Vratislav IX. Pomořanský
- 1457-1478 Vratislav X. Pomořanský
- 1478-1531 v Západním Pomořansku
- 1531-1569 součást Volehošťského vévodství
- 1569-1603 Bohuslav XIII. Pomořanský
- od roku 1603 ve Štětínském vévodství

### VévodstvíDarłowo/Rügenwalde
- do roku 1569 ve Štětínském vévodství
- 1569-1603 Barnim X. Pomořanský
- 1603-1606 Bohuslav XIII. Pomořanský
- 1606-1617 Jiří II. Pomořanský a Bohuslav XIV. Pomořanský
- 1617-1620 Bohuslav XIV. Pomořanský
- od roku 1569 ve Štětínském vévodství

### Luteránská knížata-biskupovékamieńští(Cammin)
- 1557 - 1574 Jan Bedřich Pomořanský
- 1574 - 1602 Kazimír VI. (IX.)
- 1602 - 1618 František Pomořanský
- 1618 - 1622 Oldřich Pomořanský
- 1600 - 1637 Bohuslav XIV. Pomořanský
- 1637 - 1650 Arnošt Bohuslav z Croÿ
- Anexe Braniborskem

### Demminské vévodství
- do roku 1160 v Pomořanském vévodství
- 1160-1180 Kazimír I. Pomořanský
- 1202-1219/20 Kazimír II. Pomořanský
- 1219/20-1264 Vratislav III. Pomořanský
- od roku 1264 ve Štětínském vévodství

### Slupské/Stolpskévévodství
- do roku 1190 v Západním Pomořansku
- 1190-1316 Slavenské vévodství (součást Středopomořanského vévodství)
- 1316-1368 součást Volehošťského vévodství
- 1368-1373 Bohuslav V. Pomořanský
- 1374-1377 Kazimír IV. Pomořanský
- 1377-1395 Vratislav VII. Pomořanský
- 1395-1402 Bohuslav VIII. Pomořanský a Barnim V. Pomořanský
- 1402-1403 Barnim V. Pomořanský
- 1403-1418 Bohuslav VIII. Pomořanský
- 1418-1446 Bohuslav IX. Pomořanský
- 1449-1459 Erik I. Pomořanský
- od roku 1459 součást Volehošťského vévodství

### VévodstvíStargard
- do roku 1377 ve Słupském/Stolpském vévodství
- 1377-1402 Bohuslav VIII. Pomořanský a Barnim V. Pomořanský
- 1402-1418 Bohuslav VIII. Pomořanský (samostatně)
- 1418-1446 Bohuslav IX. Pomořanský
- 1449-1459 Erik I. Pomořanský
- od roku 1459 součást Volehošťského vévodství

## Rujánské knížectví
- 1168 - 1325 dánské léno s místními vládci
- 1162 - 1170 / 1181 Teslav Rujánský
- 1170 / 1181 - 1217 Jaromar I. Rujánský
- 1218 - 1221 Barnuta Rujánský
- 1221 - 1249 Vitoslav I. Rujánský
- 1249 - 1260 Jaromar II. Rujánský
- 1260 - 1302 Vitoslav II. Rujánský
- 1302 - 1304 Vitoslav III. Rujánský a Sambor Rujánský
- 1304 - 1325 Vitoslav III. Rujánský

Od roku 1325 Vévodství volehošťsko-rujánské nebo Knížectví rujánsko-barthské:
- 1325 - 1326 Vratislav IV. Pomořanský
- 1326-1368 Bohuslav V. Pomořanský, Vratislav V. Pomořanský, Barnim IV. Pomořanský
- 1368 - 1376 Vratislav VI. Pomořanský, Bohuslav VI. Pomořanský
- 1376 - 1394 Vratislav VI. Pomořanský (samostatně)
- 1394 - 1415 Vratislav VIII. Pomořanský
- 1415 - 1432 /6 Svatobor II. (IV.)
- 1432 /6- 1451 Barnim VIII. Pomořanský
- 1451 - 1457 Vratislav IX. Pomořanský
- 1457 - 1478 Vratislav X. Pomořanský

- od roku 1474 součást Volehošťského vévodství
- od roku 1478 v Pomořanském vévodství